# Serge Kantorowicz
 (décembre 2021).
Si vous disposez d'ouvrages ou d'articles de référence ou si vous connaissez des sites web de qualité traitant du thème abordé ici, merci de compléter l'article en donnant les références utiles à sa vérifiabilité et en les liant à la section « Notes et références ».
 (juin 2009).
Pour les articles homonymes, voir Kantorowicz.
Peintre d’origine polonaise né en 1942 à Paris, Serge Kantorowicz fut élevé par sa grand-mère maternelle Gitla Berger après la déportation de ses parents à Auschwitz-Birkenau. Cette tragédie marquera l’artiste d’une béance originelle qui évoque la dramaturgie de Tadeusz Kantor. « Le théâtre indépendant se perpétue sur la toile : Kantorowicz y peint incessamment la scène capitale pour retrouver la vertigineuse concomitance de l’holocauste et de l’instant sauvé par l’œuvre, l’œuvre trop réelle qui suspend la mort des siens dans l’irréalité indéfinie » écrit dans une étude l’écrivain et historien d’art Hubert Haddad. 
Serge Kantorowicz étudiera le dessin et l’estampe au Lycée Saint-Étienne des Arts Graphiques, puis comme étudiant libre à l’École des Beaux-Arts de Bruxelles à partir de 1962. À la fin des années soixante, il devient graveur dans les ateliers Maeght puis dans l’atelier qu’il partage avec son cousin, le peintre Sam Szafran. C’est ainsi qu’il travaille pour Riopelle, Joan Mitchell, Henri Michaux, Miro, Calder, Giacometti ou Vasarely. 
Serge Kantorowicz se consacre entièrement à son art à partir de 1973. Il est lui-même un maître de l’estampe sous toutes ses formes : gravure sur bois et sur cuivre, lithographie, sérigraphie, etc. Le Delacroix des esquisses, Cézanne et Picasso furent ses premières rencontres marquantes. Dessinateur exceptionnel – il a intériorisé le grand art expressionniste d’un Toulouse-Lautrec ou d’un Edward Munch –, c’est aussi un peintre d’une rare puissance proche des sensibilités exacerbées d’un Emil Nolde ou d’un Music. D’inspiration figurative, à l’extrême bord des investigations néo-abstraites de l’École de New York, on reconnaît chez lui, à côté et dans le prolongement d’une sorte de Kabbale universelle, encyclopédique, cette folie expressive rappelant à la mémoire tous les spectres de la culture yiddish assassinée. 
Alchimiste de la couleur noire et grand amoureux des corps qu’il célèbre et tourmente dans un érotisme aussi cru que fantomal, Serge Kantorowicz passe sans transition de la miniature à l’huile dans ses carnets et ses livres peints aux plus grands formats où il manifeste une dextérité polymorphe à la Max Ernst. 
Grand lecteur, passionné par le croisement des expressions artistiques, il s’engage dans de vastes suites picturales ou graphiques autour d’artistes majeurs, sortes de mises en abîme de ses admirations par la seule peinture : grandes expositions thématiques sur l’œuvre de Hugo, les personnages de la Comédie Humaine de Balzac, le monde onirique d’Alfred Kubin, mais aussi Kafka, Tadeusz Kantor, Bruno Shulz, etc. On lui doit également d’étonnantes scènes de genre oniriques, versant Goya, et des paysages urbains désertiques, prétexte à explorer, dans la perpétuité de Cézanne, l’envers futuriste de la perspective au gré des violents contrastes lumineux.
Depuis 1977, Serge Kantorowicz a exposé dans de nombreuses galeries et musées, dont la Galerie Nina Dausset (Paris), le Parlement Européen (Luxembourg), la Galerie Krikhaar (Amsterdam), la Galerie Georges Fall (Paris), l’American Hebrew Congregation (New York), la Maison de Balzac (Paris), le Musée Victor Hugo (Paris), la Galerie Pascal Gabert (Paris), La Non-Maison (Aix-en-Provence), etc.
Des œuvres de l’artiste ont été acquises par de nombreux établissements publics, dont le Fonds National d’Art Contemporain de la Ville de Paris, le Parlement Européen de Strasbourg, le Musée d’Art contemporain de la ville de Luxembourg.
Carlos Semprun Maura, Pierre Daix, François Cervantes, Emil Weiss, Daniel Chaput, entre autres, ont écrit sur son œuvre. Serge Kantorowicz a par ailleurs collaboré à maintes publications, recueils de poèmes, livres d’art et revues, au titre d’illustrateur et de peintre.